# Cicurina minima
Cicurina minima är en spindelart som beskrevs av Chamberlin och Ivie 1940. Cicurina minima ingår i släktet Cicurina och familjen kardarspindlar. Inga underarter finns listade i Catalogue of Life.